# Piața Borodino
Piața Borodino (în rusă Бородинская площадь) este cea mai veche și una din principalele piețe din municipiul Tiraspol, Republica Moldova. În secolele XVIII–XIX, zona pieței a fost centrul cetății Tiraspol. Situată în partea de vest a orașului, aceasta se intersectează cu strada Karl Liebknecht, fiind conectată și cu străzile: Pravdî (partea sud-estică), Raevski (partea de sud-vest) și Krupskaia (partea nord-vestică).
Piața Borodino este legată în mod inextricabil de istoria Tiraspolului. De fapt, din acest punct a început dezvoltarea orașului: zona este situată în apropiere de cetate, construită sub conducerea lui Suvorov la sfârșitul secolului al XVIII-a, cu scopul de a consolida granița de sud-vest a Imperiului Rus. Zona a fost vizitată și de Kutuzov (al cărui monument este amplasat aici) și Pușkin în timpul vizitei sale în oraș în 1822. Aici, nu departe de piață, în cetate timp de patru ani a fost deținut decembristul și poetul rus Vladimir Raevski.

## Legături externe
- ru Бородинская площадь (Тирасполь) это:
- ru Дождик Тирасполь Бородинская площадь
- ru Музей-панорама "Бородинская битва"